# René-Lévesque (circonscription provinciale)
Pour les articles homonymes, voir René Lévesque (homonymie) et Lévesque.
Circonscription électorale provinciale du Canada
René-Lévesque (autrefois Saguenay) est une circonscription électorale québécoise créée en 1948. Elle a été renommée en 2001 en l'honneur de l'ancien premier ministre du Québec. Elle est située dans la région administrative de la Côte-Nord. La circonscription a été celle qui a le plus appuyé la souveraineté du Québec lors du référendum de 1995.

La circonscription de Réne-Lévesque est située dans la région de la Côte-Nord.

## Historique
La circonscription de Saguenay a été créée en 1945 à la suite de la division du district électoral de Charlevoix-Saguenay en deux districts : Saguenay et Charlevoix. Elle élit son premier député lors de l'élection générale de 1948. En 1960, toute sa partie est est détachée pour former la nouvelle circonscription de Duplessis. En 1972, ses limites sont réduites par le passage d'une partie de la haute Côte-Nord, de Tadoussac aux Escoumins, dans la circonscription de Dubuc. De même, la ville de Port-Cartier et le territoire environnant sont cédés à la circonscription de Duplessis. En 1980, le territoire cédé plus tôt à Dubuc est rapatrié dans Saguenay. Des ajustements de frontières avec Duplessis sont effectués en 1992, dans des régions peu ou pas habitées.
En 2001, la circonscription de Saguenay change de nom pour se nommer René-Lévesque en l'honneur de cet ancien Premier ministre du Québec. Le territoire reste toutefois le même. Ses limites sont inchangées lors des réformes de la carte électorale de 2011 et de 2017.

## Territoire et limites
La circonscription de René-Lévesque correspond aux municipalités régionales de comté de la Haute-Côte-Nord et de Manicouagan, dans la région administrative de la Côte-Nord.
Les municipalités, villes, villages ou territoires que comprend la circonscription sont les suivants :
- Baie-Comeau
- Baie-Trinité
- Chute-aux-Outardes
- Colombier
- Essipit
- Forestville
- Franquelin
- Godbout
- Les Bergeronnes
- Les Escoumins
- Longue-Rive
- Pessamit
- Pointe-aux-Outardes
- Pointe-Lebel
- Portneuf-sur-Mer
- Ragueneau
- Sacré-Cœur
- Tadoussac
- Lac-au-Brochet (territoire non organisé)
- Rivière-aux-Outardes (territoire non organisé)

## Liste des députés
| Législature                              | Années       | Député                | Député              | Parti               |
| ---------------------------------------- | ------------ | --------------------- | ------------------- | ------------------- |
| Saguenay Précédée de Charlevoix-Saguenay |              |                       |                     |                     |
| 23e                                      | 1948–1952    |                       | Pierre Ouellet      | Union nationale     |
| 24e                                      | 1952–1956    |                       | Pierre Ouellet      | Union nationale     |
| 25e                                      | 1956–1960    |                       | Pierre Ouellet      | Union nationale     |
| 26e                                      | 1960–1962    |                       | Lucien Bélanger     | Libéral             |
| 27e                                      | 1962–1964    | Rodrigue Thibault     |                     | Libéral             |
| 27e                                      | 1964–1966    | Pierre-Willie Maltais |                     | Libéral             |
| 28e                                      | 1966–1970    | Pierre-Willie Maltais |                     | Libéral             |
| 29e                                      | 1970–1973    |                       | Lucien Lessard      | Parti québécois     |
| 30e                                      | 1973–1976    |                       | Lucien Lessard      | Parti québécois     |
| 31e                                      | 1976–1981    |                       | Lucien Lessard      | Parti québécois     |
| 32e                                      | 1981–1982    |                       | Lucien Lessard      | Parti québécois     |
| 32e                                      | 1983–1985    |                       | Ghislain Maltais    | Libéral             |
| 33e                                      | 1985–1989    |                       | Ghislain Maltais    | Libéral             |
| 34e                                      | 1989–1994    |                       | Ghislain Maltais    | Libéral             |
| 35e                                      | 1994–1998    |                       | Gabriel-Yvan Gagnon | Parti québécois     |
| 36e                                      | 1998–2001    |                       | Gabriel-Yvan Gagnon | Parti québécois     |
| 36e                                      | 2002–2003    |                       | François Corriveau  | Action démocratique |
| René-Lévesque                            |              |                       |                     |                     |
| 37e                                      | 2003–2007    |                       | Marjolain Dufour    | Parti québécois     |
| 38e                                      | 2007–2008    |                       | Marjolain Dufour    | Parti québécois     |
| 39e                                      | 2008–2012    |                       | Marjolain Dufour    | Parti québécois     |
| 40e                                      | 2012–2014    |                       | Marjolain Dufour    | Parti québécois     |
| 41e                                      | 2014–2015    |                       | Marjolain Dufour    | Parti québécois     |
| 41e                                      | 2015–2018    | Martin Ouellet        |                     | Parti québécois     |
| 42e                                      | 2018–2022    | Martin Ouellet        |                     | Parti québécois     |
| 43e                                      | 2022–présent |                       | Yves Montigny       | Coalition avenir    |

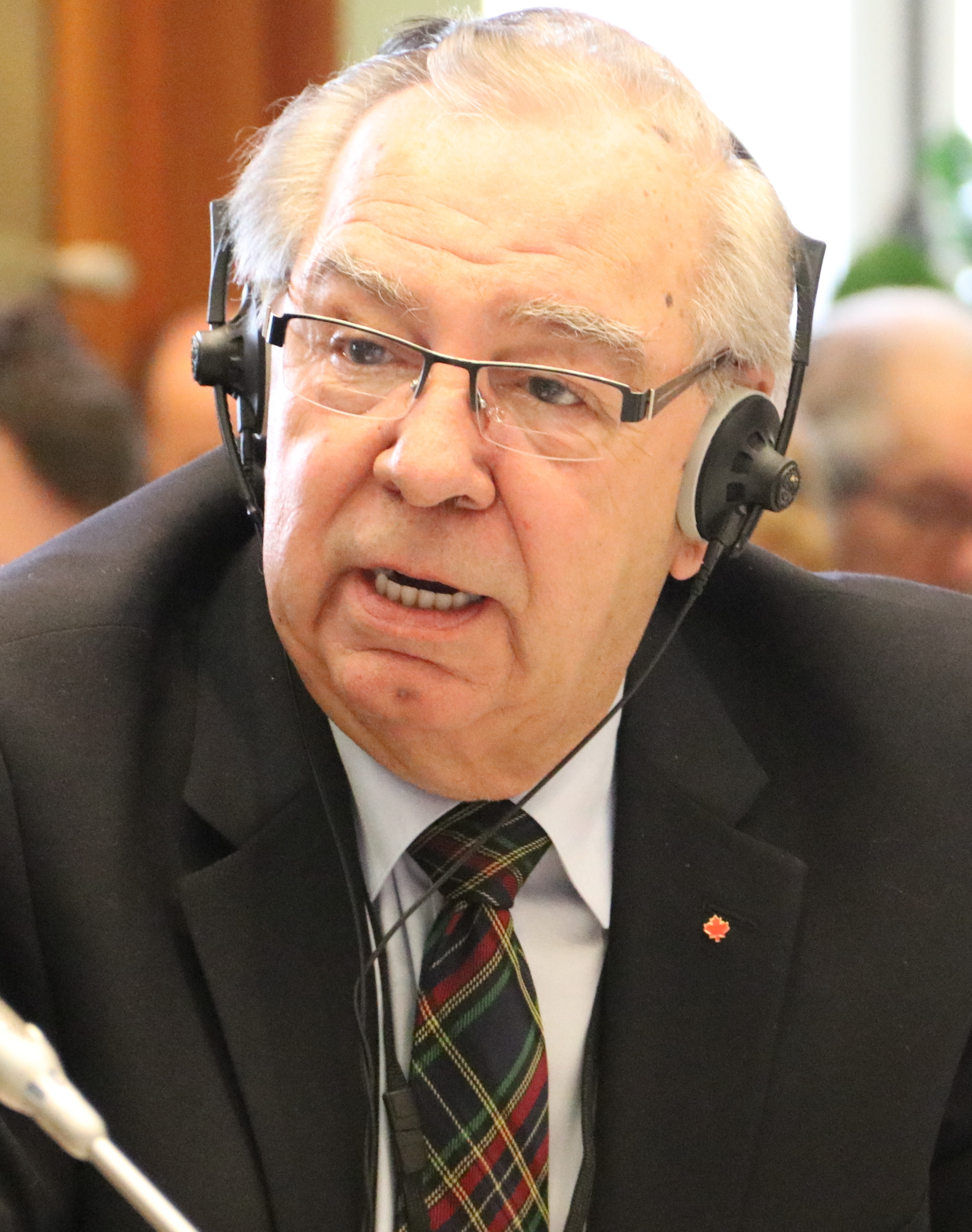
Ghislain Maltais a été député pour René-Lévesque de 1983 à 1994.

## Résultats électoraux
|                                                                                               | Nom                     | Parti            | Nombre de voix | %      | Maj.  |
| --------------------------------------------------------------------------------------------- | ----------------------- | ---------------- | -------------- | ------ | ----- |
|                                                                                               | Yves Montigny           | Coalition avenir | 11 377         | 58,9 % | 7 290 |
|                                                                                               | Jeff Dufour Tremblay    | Parti québécois  | 4 087          | 21,2 % | -     |
|                                                                                               | Marie Renée Raymond     | Conservateur     | 1 955          | 10,1 % | -     |
|                                                                                               | Audrey Givern-Héroux    | Québec solidaire | 1 459          | 7,6 %  | -     |
|                                                                                               | Marc Duperron           | Libéral          | 307            | 1,6 %  | -     |
|                                                                                               | Richard Delisle         | Climat Québec    | 82             | 0,4 %  | -     |
|                                                                                               | (Philippe) Gilles Babin | Indépendant      | 42             | 0,2 %  | -     |
| Total                                                                                         | Total                   | Total            | 19 309         | 100 %  |       |
| Le taux de participation lors de l'élection était de 59,9 % et 192 bulletins ont été rejetés. |                         |                  |                |        |       |

|                                                                                               | Nom                      | Parti            | Nombre de voix | %      | Maj.  |
| --------------------------------------------------------------------------------------------- | ------------------------ | ---------------- | -------------- | ------ | ----- |
|                                                                                               | Martin Ouellet (sortant) | Parti québécois  | 8 055          | 42,2 % | 1 623 |
|                                                                                               | André Desrosiers         | Coalition avenir | 6 432          | 33,7 % | -     |
|                                                                                               | Jonathan Lapointe        | Libéral          | 2 440          | 12,8 % | -     |
|                                                                                               | Sandrine Bourque         | Québec solidaire | 1 948          | 10,2 % | -     |
|                                                                                               | Eric Barnabé             | Conservateur     | 204            | 1,1 %  | -     |
| Total                                                                                         | Total                    | Total            | 19 079         | 100 %  |       |
| Le taux de participation lors de l'élection était de 58,8 % et 277 bulletins ont été rejetés. |                          |                  |                |        |       |

|                                                                                               | Nom              | Parti            | Nombre de voix | %     | Maj.  |
| --------------------------------------------------------------------------------------------- | ---------------- | ---------------- | -------------- | ----- | ----- |
|                                                                                               | Martin Ouellet   | Parti québécois  | 6 548          | 49 %  | 1 334 |
|                                                                                               | Karine Otis      | Libéral          | 5 214          | 39 %  | -     |
|                                                                                               | Dave Savard      | Coalition avenir | 744            | 5,6 % | -     |
|                                                                                               | Claire Du Sablon | Québec solidaire | 652            | 4,9 % | -     |
|                                                                                               | Éric Sirois      | Conservateur     | 118            | 0,9 % | -     |
|                                                                                               | Yan Rivard       | Option nationale | 96             | 0,7 % | -     |
| Total                                                                                         | Total            | Total            | 13 372         | 100 % |       |
| Le taux de participation lors de l'élection était de 39,6 % et 102 bulletins ont été rejetés. |                  |                  |                |       |       |

|                                                                                               | Nom                           | Parti            | Nombre de voix | %      | Maj.  |
| --------------------------------------------------------------------------------------------- | ----------------------------- | ---------------- | -------------- | ------ | ----- |
|                                                                                               | Marjolain Dufour (sortant)    | Parti québécois  | 11 029         | 55 %   | 6 663 |
|                                                                                               | Michel Lévesque               | Libéral          | 4 366          | 21,8 % | -     |
|                                                                                               | Marie-Christine Fortin-Morand | Coalition avenir | 3 152          | 15,7 % | -     |
|                                                                                               | Marie-Pierre Clavette         | Québec solidaire | 1 297          | 6,5 %  | -     |
|                                                                                               | Nicolas Boivin Ringuette      | Option nationale | 207            | 1 %    | -     |
| Total                                                                                         | Total                         | Total            | 20 051         | 100 %  |       |
| Le taux de participation lors de l'élection était de 59,4 % et 404 bulletins ont été rejetés. |                               |                  |                |        |       |

|                                                                                               | Nom                        | Parti            | Nombre de voix | %      | Maj.  |
| --------------------------------------------------------------------------------------------- | -------------------------- | ---------------- | -------------- | ------ | ----- |
|                                                                                               | Marjolain Dufour (sortant) | Parti québécois  | 13 634         | 59,7 % | 9 474 |
|                                                                                               | Pascal Chouinard           | Libéral          | 4 160          | 18,2 % | -     |
|                                                                                               | Dereck Blouin-Perry        | Coalition avenir | 3 643          | 15,9 % | -     |
|                                                                                               | Julie Gonthier-Brazeau     | Québec solidaire | 892            | 3,9 %  | -     |
|                                                                                               | Maxime Cantin              | Option nationale | 517            | 2,3 %  | -     |
| Total                                                                                         | Total                      | Total            | 22 846         | 100 %  |       |
| Le taux de participation lors de l'élection était de 66,7 % et 204 bulletins ont été rejetés. |                            |                  |                |        |       |

|                                                                                               | Nom                        | Parti               | Nombre de voix | %      | Maj.  |
| --------------------------------------------------------------------------------------------- | -------------------------- | ------------------- | -------------- | ------ | ----- |
|                                                                                               | Marjolain Dufour (sortant) | Parti québécois     | 12 160         | 51,8 % | 5 518 |
|                                                                                               | André Desrosiers           | Action démocratique | 6 642          | 28,3 % | -     |
|                                                                                               | François Désy              | Libéral             | 3 726          | 15,9 % | -     |
|                                                                                               | Styves Griffith            | Vert                | 533            | 2,3 %  | -     |
|                                                                                               | Mylène Lapierre            | Québec solidaire    | 426            | 1,8 %  | -     |
| Total                                                                                         | Total                      | Total               | 23 487         | 100 %  |       |
| Le taux de participation lors de l'élection était de 68,6 % et 173 bulletins ont été rejetés. |                            |                     |                |        |       |

|                                                                                               | Nom                          | Parti               | Nombre de voix | %      | Maj.  |
| --------------------------------------------------------------------------------------------- | ---------------------------- | ------------------- | -------------- | ------ | ----- |
|                                                                                               | Marjolain Dufour             | Parti québécois     | 8 997          | 40,9 % | 1 641 |
|                                                                                               | François Corriveau (sortant) | Action démocratique | 7 356          | 33,4 % | -     |
|                                                                                               | François Désy                | Libéral             | 5 215          | 23,7 % | -     |
|                                                                                               | Jean-Pierre Brisson          | Indépendant         | 449            | 2 %    | -     |
| Total                                                                                         | Total                        | Total               | 22 017         | 100 %  |       |
| Le taux de participation lors de l'élection était de 63,1 % et 189 bulletins ont été rejetés. |                              |                     |                |        |       |

|                                                                                               | Nom                | Parti               | Nombre de voix | %      | Maj.  |
| --------------------------------------------------------------------------------------------- | ------------------ | ------------------- | -------------- | ------ | ----- |
|                                                                                               | François Corriveau | Action démocratique | 10 129         | 47,8 % | 4 156 |
|                                                                                               | Isabelle Melançon  | Libéral             | 5 973          | 28,2 % | -     |
|                                                                                               | Louise Levasseur   | Parti québécois     | 5 070          | 23,9 % | -     |
| Total                                                                                         | Total              | Total               | 21 172         | 100 %  |       |
| Le taux de participation lors de l'élection était de 60,4 % et 199 bulletins ont été rejetés. |                    |                     |                |        |       |

### Référendums
|  | Référendum                     | % du OUI | % du NON | Taux de participation |
|  | Référendum de 1980             | 61,91 %  | 38,09 %  | 78,27 %               |
|  | Accord de Charlottetown (1992) | 28,40 %  | 71,60 %  | 76,75 %               |
|  | Référendum de 1995             | 73,33 %  | 26,67 %  | 90,34 %               |